# Storemosse
Storemosse este o arie protejată (arie specială de conservare — SAC, sit de importanță comunitară — SCI, arie de protecție specială avifaunistică — SPA) din Suedia întinsă pe o suprafață de 139,4 ha, integral pe uscat.

## Localizare
Centrul sitului Storemosse este situat la coordonatele 56°18′05″N 15°20′41″E / 56.3013°N 15.3447°E.

## Înființare
Situl Storemosse a fost declarat sit de importanță comunitară în ianuarie 1997 pentru a proteja 1 specie de plante și 4 specii de animale. Alte tipuri de protecție:
- arie de protecție specială avifaunistică (în ianuarie 1998)[2]
- arie specială de conservare (în martie 2011)[1][3][4]

## Biodiversitate
Situată în ecoregiunea boreală, aria protejată conține 7 habitate naturale: Păduri de fag Luzulo-Fagetum, Lacuri și iazuri distrofice naturale, Păduri de stejar sau de stejar și carpen sub-atlantice și medio-europene de Carpinion betuli, Mlaștini turboase de tranziție și turbării mișcătoare, Mlaștini împădurite, Taiga vestică, Ape stătătoare oligotrofe până la mezotrofe, cu vegetație de Littorelletea uniflorae și/sau de Isoëto-Nanojuncetea.
La baza desemnării sitului se află mai multe specii protejate:
- plante (1): Dichelyma capillaceum
- păsări (4): cufundar polar (Gavia arctica), cocor (Grus grus), vultur pescar (Pandion haliaetus), cocoșul de mesteacăn (Tetrao tetrix tetrix)